# Ministère des Affaires religieuses du Reich
Le ministère des Affaires religieuses du Reich (Reichsministerium für die Kirchlichen Angelegenheiten, ou Reichskirchenministerium) était un ministère du Reich allemand créé en 1933 par le régime nazi.
Ludwig Müller, titré évêque du Reich (« Reichsbischof ») en fut un des personnages importants.

## Histoire
De 1935 à 1941, le ministre est Hanns Kerrl ; de 1941 à 1945, il s'agit de Hermann Muhs.